# Coelioxys apicata
Coelioxys apicata är en biart som beskrevs av Smith 1854. Coelioxys apicata ingår i släktet kägelbin, och familjen buksamlarbin. Inga underarter finns listade i Catalogue of Life.